# 波兰驻上海总领事馆
波兰共和国驻上海总领事馆（波蘭語：Konsulat Generalny Rzeczypospolitej Polskiej w Szanghaju）是波兰在中华人民共和国上海市設立的领事馆，現今地址位於建国西路618号。另外波兰投资贸易局在上海的南京西路993号開設了一個辦事處（波兰投资贸易局驻上海办事处）。

## 历史沿革
1919年，波兰在中華民國上海设领事馆，馆址位於极司非而路3号，1922年关闭。1927年，波兰政府又在上海设公使代办处，馆址位於毕勋路83号。1929年10月，波兰重设驻沪总领事馆，後來领事馆搬遷至台拉斯脱路（今太原路126号）。第二次世界大战爆發後，波蘭領事館關閉。
1954年10月22日，波兰驻天津领事馆改驻上海。領事轄區為上海及山東、江蘇、浙江、安徽、福建、湖北、湖南、廣東、廣西等省份。1955年6月17日，升为总领事馆，馆址位於南京西路1400号，領事轄區改为上海市及江蘇、浙江、安徽、福建4省。1966年8月1日迁至建国西路618号。
1990年1月，波兰人民共和国驻上海总领事馆更名为波兰共和国驻上海总领事馆。同時总领事馆開始办理签证业务。